# El Cossío
El Cossío és el nom amb que es coneix l'enciclopèdia taurina Los Toros. Tratado técnico e histórico, dirigida en els seus inicis per l'acadèmic José María de Cossío i publicada en tres volums per primera vegada el 1943 fins a dotze volums el 1996. És el tractat més extens i documentat que existeix sobre tauromàquia, centrat principalment en les curses de braus des dels seus orígens.
Inclou història de la tauromàquia, personatges, places de toros, els reglaments d'Espanya i Llatinoamèrica, tècniques i arts del toreig, ramaderies, vocabulari, cria del toro brau, la influència de la brega en les arts i les lletres, i també les cròniques taurines des de 1763.

## Història
El projecte va ser una iniciativa de José Ortega y Gasset i l'editorial Espasa-Calpe qui va proposar la direcció a José María de Cossío. El 1935, entre el primer equip de col·laboradors es trobava el poeta valencià Miguel Hernández, qui va recopilar informació sobre els festejos taurins i biografies, com d'El Espartero, Antonio Reverte i Lagartijo. El 1937, el crític taurí Antonío Díaz-Cañabate va substituir a Miguel Hernández.
Els tres primers volums es van publicar el 1943 per Espasa-Calpe, sota la direcció de Cossío. Després es va ampliar amb noves revisions entre 1943 i 1976. El quart tom del tractat es va publicar als anys setanta. Segons Díaz-Cañabate, aquesta part es gairebé exclusiva de Cossío. El 1977, després de la mort de Cossío, va prendre el relleu el crític taurí Antonio Díaz-Cañabate, qui va dirigir el cinquè tom, publicat el 1979 i dedicat a les biografies, amb la col·laboració de Juan José Bonifaz que havia recopilat, el 1967, més de 8.000 toreros. El sisè volum va ser redactat per Díaz-Cañabate, sobre la corrida, Carlos Fernández Cuenca, sobre cinema i toros, García-Ramos sobre reglamentació taurina, i Enrique Lafuente Ferrari sobre les belles arts i els toros.
El 1982, Espasa-Calpe, sota la direcció de Ricardo López Uralde va augmentar l'obra en sis volums: el setè dedicat a la cultura taurina amb la col·laboració de Juan José Bonifaz; i el vuitè, novè i desè organitzats per Francisco Cossío i Corral sobre cròniques taurines. Els toms onzè, dedicat al toro de brega, i el dotzè, com a apèndix, de José María Sotomayor, van completar els dotze toms publicats fins al 1996.